# ランドスケープ

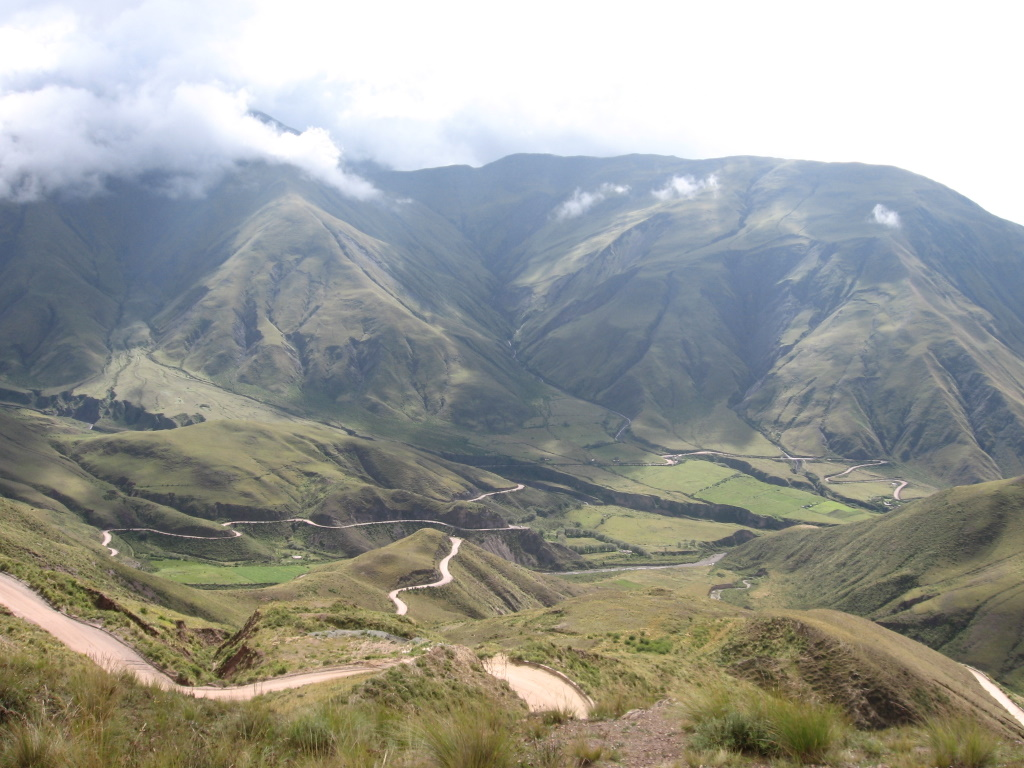
ランドスケープ

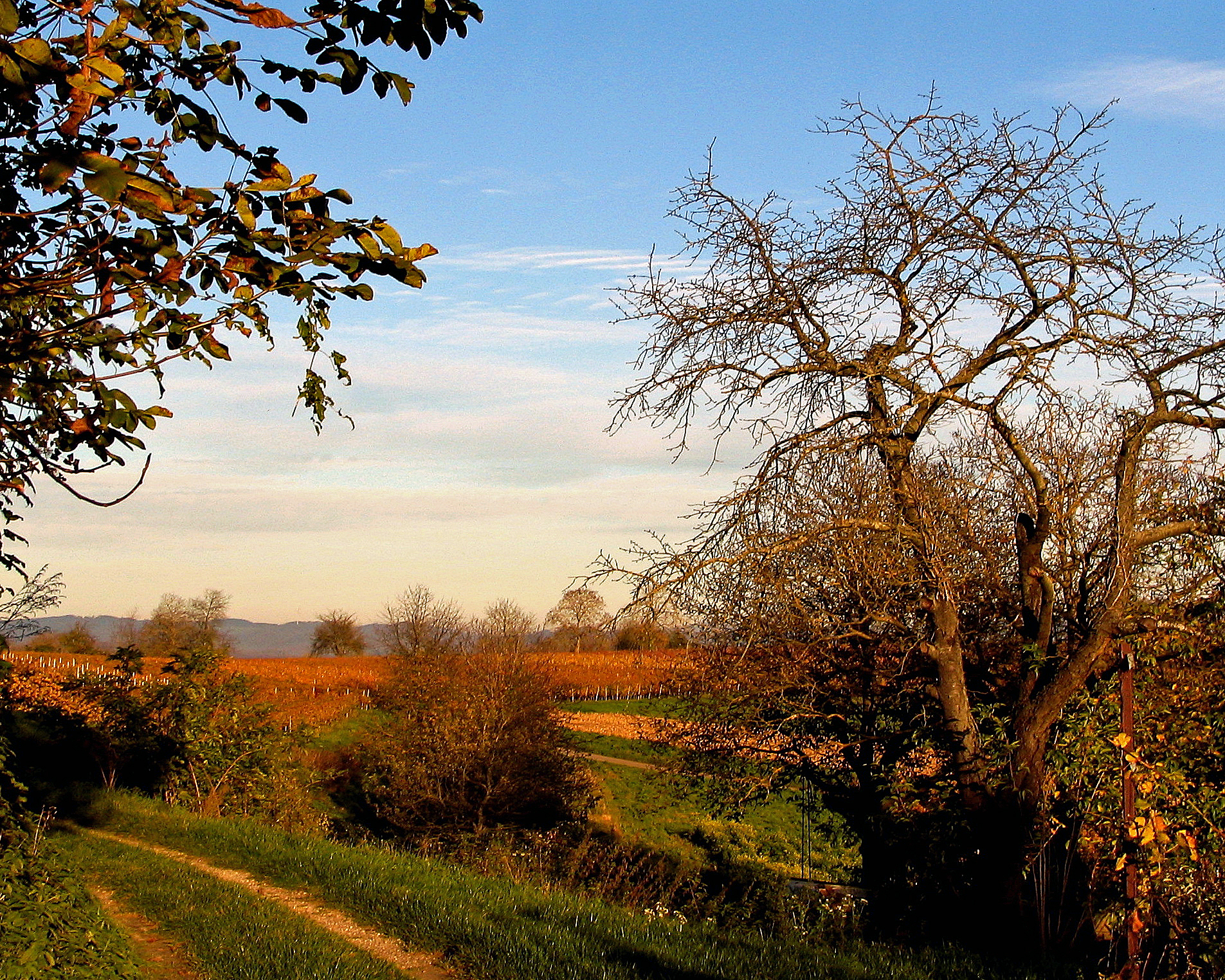
秋の風景

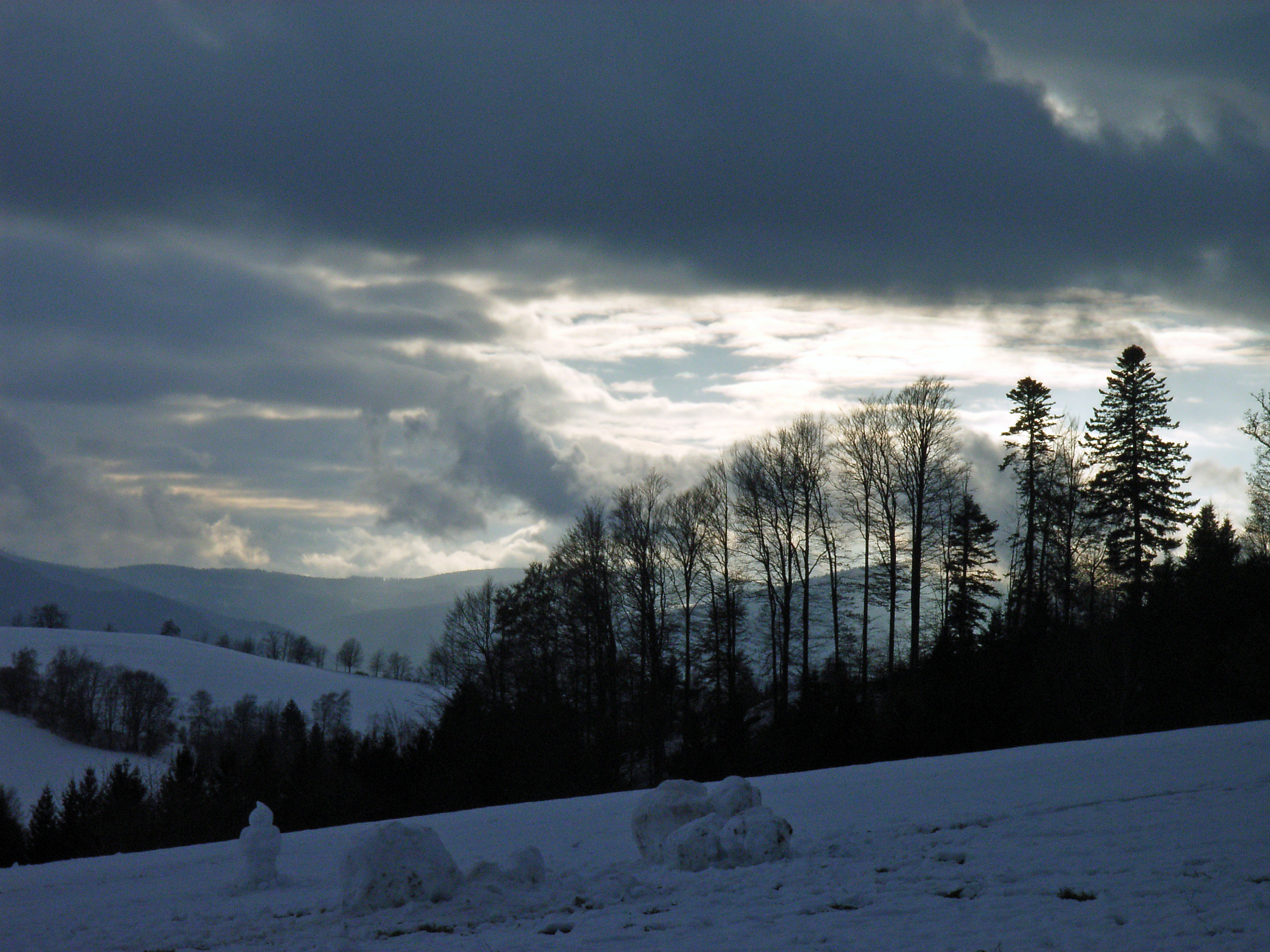
冬景色

ランドスケープ（Landscape、景観、風景）は、日常生活において風景や景色を構成する諸要素。ある土地における、資源、環境、歴史などの要素が構築する政治的、経済的、社会的シンボルや空間であり、分野を横断して学際的かつ国際的である。または、そのシンボル群や空間が作る都市、場所や地域そのもの、地域環境。
日本語の風景を原語とする英語のLandscapeからきていることで、日本語の景観、を構成するさまざまな要素 (樹木、街路、地形)をあらわすが、日本のランドスケープの定義は抽象的であり、明確な定義はない。
ランドスケープ・アーキテクチャー （Landscape architecture、造園）または、ランドスケープ・デザイン（Landscape design、造園設計）は、土地が持つ諸要素を基盤にして、都市空間や造園空間、建築群（まちなみ等）といったランドスケープを設計、構築することをいい、そうした職能をランドスケープ・アーキテクト（Landscape architect、造園家）または、ランドスケープ・デザイナー（Landscape designer、造園設計家）という。

## 概要
ランドスケープという言葉の成り立ちは、土地や場所をあらわすランドという言葉と、スケープという言葉が単語になっており、景＝場所＋スケープという図式構成を成すが、スケープは眺めを意味する他、ゲシュタルト/全体性やシステムといった意味から、ランドスケープは地域社会を指す言葉の意味もあった。
都市設計や地域環境などを研究する際に学術観念として取り扱うが、多くの政治家、学者、建築家、造園家がランドスケープを定義し、取り扱う分野などについて言及している。
丸田頼一編『環境都市計画事典』（朝倉書店、2005、ISBN 9784254180183）では、ランドスケープは、風景や景観のような感覚的・審美的な側面のみならず、水、土、大気、動物、植物など、土地や自然を基盤とする生態学的な性状や秩序を含めた概念として認識されること、その上で、都市整備の目標を安全性、健康性、利便性、快適性、経済性が備わったアメニティ豊かな環境創造に視点を置き、都市固有の自然的ポテンシャルをもとに、人間活動の歴史・文化的かかわり合いによって生じる環境条件の科学技術的判断、「美」に関する追求やレクリエーション空間の確保等に重点を置く分野である、としている。

しばしば風景、景観、景域、造園、造景と訳されることが多いが、もとは風景「画」を意味していて、これは画家が風景や景観をつくるという意味ではなく、ある視点を選んで空間を解釈しているという意味であった。
ランドスケープは オランダ語の風景画を描かせる際に契約書の用語として使用された lantschappen という言葉が 英語で landscape、ドイツ語で Landscaft、等に派生していく。ただし、フランス語では農風景（農家 (fr:Paysan) の景・農村景観）から派生したペイサージュ (fr:paysage)  という言葉が当てられることでわかるとおりそれぞれの国によって用いられ方等が少し異なり、その内容を異にしてはいる。英語、ドイツ語のLAND・・は、どちらも土地を形作るという意味のほか、共同体という言葉と同一語源である。
ドイツ語では、ランドスケープを「ランドシャフト」というが、これには、原生の自然を意味する、ただのランドシャフトと、これに人為が加わったを意味するクルトゥール・ランドシャフトがある。
生態学の専門家はランドスケープを科学的な問題と理解しようとしているが、ランドスケープという言葉は科学的な側面と審美的な面と両方を含んでいる。独語の原意は大地の眺めや大地にはえた植物類を意味しているが、港千尋は『風景論』（中央公論新社、2018）で「ランドスケープ」の語源に関して、アメリカ人環境史家のジョン・スティルゴー（John R. Stilgoe）が「ランドスケープ」の語源は現在のオランダ北部から北ドイツの海岸地帯にかけての海抜の低い地域で使われていたフリジリア語の「ランドショップ（landschop）」ではないかと紹介している。そしてランドショップの「ショップ」というのは「スコップ」なのではないか、さらにはシャベルで土を掘って海に放り投げ埋め立てていく行為がその語源なのだと主張しており、つまりこれに従うと、ランドスケープは埋立地、そもそもは人工の土地であるとしている。この他、landskipからで、これが風光明媚な眺めを意味し、一方でLandscaftは人間の占有単位の意味だとしている。
分野的には1899年にはアメリカ造園修景家協会 (American Society of Landscape Architects, ASLA) が設立され、1929年にはイギリスランドスケープアーキテクト学会 (British Institute of Landscape Architects) が創設される。さらに1948年にはイギリスのケンブリッジにおける国際会議にて、国際造園修景家協会IFLA(International Federation of Landscape Architects)が結成されるにいたる。
日本ではランドスケープは前述の庭園手法によって造園の、また都市設計手法からは政治、建築の1分野とされてきた。景観、造園の意味合いとして、ガーデニングなどの普及も後押しし、一般化してきた。たとえばニューランドスケープとは現代写真用語であり、ニューランドスケープの代表的な作家としてジョエル・スタンフェルド、リチャード・ミズラックなどがいる。彼らのランドスケープはありふれた砂漠の風景のすぐそばに洪水で抉り取られた跡が映り込んだり、一見何気ない風景の中に環境破壊や人間の乱開発が美しい風景を危機に追い込んでいるさまを写し取る、あくまでもナイーブに告発調から離れた表現がなされる。日本の作家も大型カメラ（8×10）で山を切り出し高速道路を通して山肌をコンクリート固めした様子を発表し続けている柴田敏雄などがいる。またSAPの世界であれば、開発機で開発したプログラムを本番機に移送する、開発機と本番機の構成の事を、2ランドスケープ、開発機、検証機、本番機で3ランドスケープと呼ばれる。
なお、近代におけるランドスケープ・モデルは自然象徴だったが、脱工業化社会、ポストモダンにおけるモデルは生体象徴だと位置づけられている。近代においては「建設」が風景の方法としてあったのであるが、今後は風景のモデルの存立基盤も多様化し、工業的なランドスケープ(テクノスケープ)はむしろノスタルジーの対象として十分に風景モデルとして機能することも指摘されている。
言語定義に関しては、様々な解釈、意見があるが、「明治期、建築や造園に関する英語を日本語に翻訳する際に、architectureを造家学、landscape architectureやlandscape gardeningを造園学とした。」というのが一般的である。しばし、「造園」から「ランドスケープ」に発展したという風な解釈をされることが多いが、実際には、「landscape architecture」という言葉を日本に導入する際「造園」を訳語として当てられ、この言葉が日本の文化的背景等により、本来のランドスケープという言語がもつ意味と相違がある為、本来の意味にて使用する際に「ランドスケープ」という外来語のまま使われるようになったという流れが正しい。相違については、西洋的な「ランドスケープ」とは公的な意味を持っているのであるが、これに対し日本の「造園」はあくまでも私的なものから派生していることがあげられる。また日本語の景観の訳語としての意味で用いられるが、この景観ということばは辻村太郎によって風景の意味合いで定着させた経緯があり、日本語としての意味が変化してしまうとの指摘がある。ランドスケープという言葉に比べ「環境」は言葉としてはいくぶん抽象的であり、しばしば人間を含まない自然環境の意味で用いられるが、ランドスケープは自然なだけではなく、審美的な意味や政治的文化的な意味を内包した言葉である。
日本でも古くから認識され、黒谷了太郎は著書『山林都市』の中に「ランヅケープアーキテクトの手を借りてロマンティシズムに従って」と、自身の都市計画観を語り、名古屋の都市「八事」を生み出す。
造園界では古くからランドスケープの名称をことあるごとに用いているが、近年になると特に大学の建築・造園関係の学科やコース・専攻の名称等にも用いられている。日本造園学会では平成6年8月に、学会誌のタイトルを「ランドスケープ研究」と改めている。一般社団法人ランドスケープコンサルタンツ協会は1999年に名称変更。ただし、社団法人日本造園コンサルタンツ協会時代には英名を「Consultants of Landscape Architecture in Japan」その前の社団法人日本造園コンサルタント協会時代にも「Japan Landscape Consultants Association（略称：JLCA）」としていた。
なお日本語の緑化の英訳にランドスケーピング (landscaping) が用いられる。
東京農業大学造園科学科編『造園用語辞典』でも、明治期建築や造園に関する英語を日本語に翻訳する際に、「architecture」を「造家学」、「landscape architecture」や「landscape gardening」を「造園学」とし、「architect」の語には、大いなる、主要な(arch)、たくみ、技術者(tact)の意味がこめられている、とし、学問としての造園学の発祥が近代以後で一般的にはイギリス風景式庭園の完成期以後もしくはアメリカにおけるセントラルパーク設計以後とされ、日本においても明治末期以後であるとし、そのために「landscape architecture」の意味に「近代造園学」の呼称をあてて区別する場合もある、としている。
さらに、ハーバード大学の学科landscape architectureを造園学科と訳し、その造園学科主任教授であったノーマン・ニュートン（N.T. Newton）の定義を翻訳し紹介している。1950年に「造園(landscape architecture)は、効果的（efficient）で、保健的（healthful）で、安全（safe）で、しかも快適な利用(pleasant human use)のために、空間(space)と目的物(objects)を伴いながら、土地を編成（arranging land）する技術・芸術（art）であり科学（science）である」と定義した、と著している。なおこの定義の英文は、高橋理喜男ら『造園学』朝倉書店に掲載している。
Landscape Architectureの用語は、1827年にスコットランド人のギルバート・メーソン (Gilbert Laing Meason) によって発明されたという経緯が知られる。その後、1863年に、ニューヨークのセントラルパークを設計したフレデリック・ロー・オルムステッドが初めて自分の専門となる職名を、従来使用されていたGardenerやLandscape Gardenerと区別する意味もこめて、「Landscape Architect」(ランドスケープ・アーキテクト)と自らを称して以来、ランドスケープのデザインは、特にアメリカの都市計画、あるいは広く環境デザインの領域において、重要な役割を果たしてきた。このため現在、オルムステッドはランドスケープアーキテクチュアの父と呼ばれている。
アメリカ合衆国の第三代大統領をつとめたトーマス・ジェファーソンも、アメリカ中西部での開拓を進めようとして土地を新規開拓者に分け与える際に境界線を明確かつ容易に引くことが必要となり、そこでグリッドを採用し、四角形で分割し土地の調査を実施。彼は土地をまずグリッドで仕切り開拓地が拡大したときにはそのグリッドをさらに展開していけばよいと考えたのである。彼のアイデアは今なお,中西部の上空からはっきりと見て取ることができる。アメリカのランドスケープを実際に形作ったという意味では彼以上に実践した人物は他にいないとされるゆえんである。
ホーレス・クリーブランドは、「ランドスケープアーキテクチャ」を「文明進歩の各種の要求に対して、最も便利に、最も経済的に、そして最も優美にするように土地を編成する技術」とした。
1970年代には、産業の活性化と共に、公害などによる、環境の破壊が世界的に懸念され、自然と一体化したアートが生み出されるようになった。芸術品と土地を関連づけた、これらはランドアート（アースワーク）と呼ばれている。

## 都市計画としてのランドスケープ

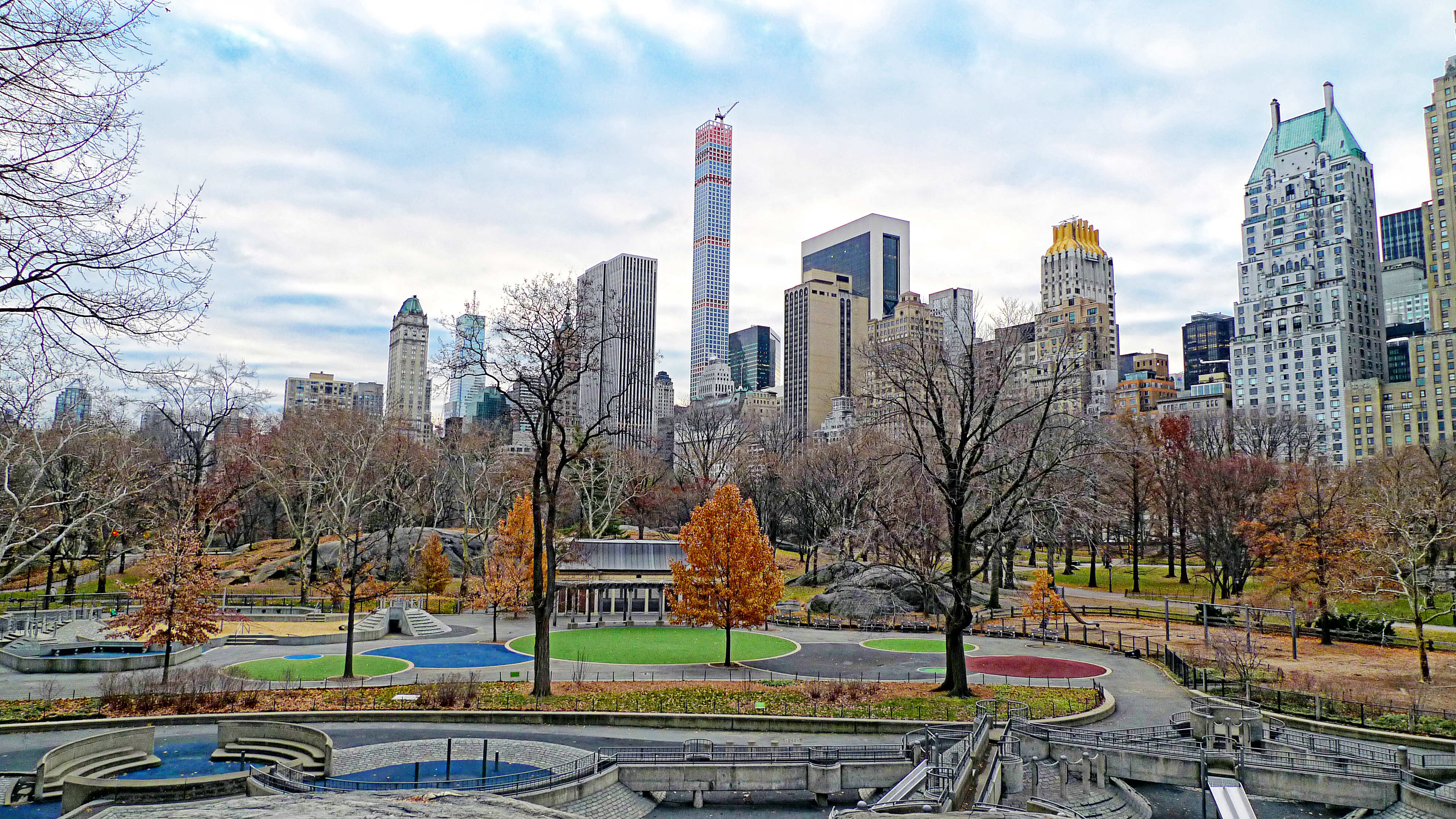
伝統的なランドスケープ・ガーデニングと新興都市計画の組み合わせは、ランドスケープアーキテクチャーに独自の焦点を当てた。フレデリック・ロー・オルムステッドは、セントラル・パークを設計するときに初めて専門用語として「ランドスケープアーキテクチャー」という用語を使用した

19世紀を通して、都市計画はそのまま都市問題の中心と化し、ランドスケープ・ガーデニングの伝統と都市計画の新たな分野の組み合わせは、ランドスケープアーキテクチャーにこれらのニーズに応える機会を提供した。今世紀後半、フレデリック・ロー・オルムステッドは一連の公園を完成させ、今日もランドスケープ・アーキテクチャーの実践に大きな影響を与え続けていく。成果の中にニューヨークのセントラル・パーク、ニューヨーク ブルックリンのプロスペクトパーク、そしてボストンのエメラルドネックレスパークシステムがあり、イェンス・イェンセンはイリノイ州シカゴ、およびFair LaneやGaukler Pointを含むフォード家所有地のために洗練された自然主義的な都市および地方公園を設計、アメリカ造園協会（ASLA）の創設メンバー10人のうちの1人で、唯一の女性ベアトリクス・ファーランド含め多数の大学キャンパス設計コンサルタントを務める：プリンストン大学（ニュージャージー州プリンストン ;コネチカット州ニューヘブン イェール大学、マサチューセッツ州 ボストンのハーバード大学アーノルド植物園など。彼女が手がけた数多くの民間の不動産プロジェクトにジョージタウンの近くにあるワシントンD.C. のランドマークと化したダンバートン・オークスがある。以来、他のアーキテクト、特にRuth HaveyとAlden HopkinsはFarrandデザイン要素へ変更し、その時期から都市計画は、土木工学、建築、行政など他分野の重要成果をも組み込んだ独自の職業へと発展。都市計画家はランドスケープアーキテクトとは無関係に業務を実行することが可能であるが、一般的にランドスケープ・プログラムなしのカリキュラムでは学生は都市計画家になっていくことはできないといえる。
ランドスケープはデザイン分野として発展し続けており、20世紀から21世紀にかけての建築と都市環境デザインのさまざまな動きに対応し続けている。20世紀半トーマス・チャーチはこの職業において重要なランドスケープアーキテクトであり、ブラジルのロバート・ブール・マルクスは、インターナショナル・スタイルとネイティブのブラジルの植物や文化を組み合わせて、新たな審美的なスタイルを造り出し、革新的なそれは今日もマスタープランニング、風景、そして庭園のための現代的なデザインソリューションで挑戦的な問題を解決し続けている。
イアン・マクハーグは、ランドスケープアーキテクチャーに環境問題を取り入れたことで知られている。彼は場所の質的な属性の完全な理解を集めるために敷地の層を分析するシステムを普及させた。このシステムは今日の地理情報システム（GIS）の基盤となるが、マクハーグは歴史、水文学、地形、植生など、対象地すべてに定性的側面にレイヤーを付与し、GISソフトウェアは、今日のランドスケープアーキテクチャーの分野で広く使用されていく。また、都市計画者、地理学者、林業および天然資源の専門家などによっても利用されていく。
現在では派生して、ランドスケープ・アーバニズムという観念が広まりつつある。
北欧などは敷地に建築を建てる際、インテリアとランドスケープ・アーキテクトになどの専門家が必要で、ランドスケープ・アーキテクトは建築の配置を担当する。この場合のランドスケープ・アーキテクトの資格は、大学の地理学科を卒業すると得ることができる。ランドスケープにおける考え方は、人や時代によって意味、解釈は変化してきたが、都市計画とランドスケープの繋がりは古くから存在し、ランドスケープ的手法は都市空間整備にはよく使用されている。古代より、東西を問わず、山や川など、人々の周りの風景や、自然の創造物を元にした人の生活が行われることはしばしば見受けられた。また、高台に作られた神社、他の建築物よりも大きな寺、高い塔を持つ教会など、シンボルとなる、人工の構造物を街や都市の重要要素（ランドマーク）として位置づけ、これらを基盤とした都市の設計も行われている。日本では借景、点景を使った、また水面を大きく取る、石を組む、など造園手法が、ランドスケープとしてよく引用される。近代に入ると、都市が持つ要素をランドスケープ的な視点で科学的に分析し、各々の要素を分析、再構築することで、より良い都市を作り出すことができると考えられた。これらを学問として位置づけ、積極的に研究された。
人が集まる中心的な場所構築はよく用いられた設計手法のひとつで、日本の神社は仏教伝来以前は祭事を行う場所であるだけでなく、先祖の供養を行い、村の人間が議論する中心であり、古代ギリシアの中央広場、フォルムは神殿、体育場、公共施設に囲まれた空間で、市民の集まる都市の中心、帝政ローマのフォロ・ロマーノは、広大な領土の中心として、政治、軍事、宗教の中心的な場所であるが、ランドマークという手法による、歴史的建築物、高層建築物、広場、公園演出など、その都市における象徴的存在そのものを指す手法、具体的には、東京タワー（日本、1958年（昭和33年））、凱旋門（パリ）、ホワイトハウス（ワシントン）、天安門広場（北京）など、いずれもその都市の代名詞と成り得るシンボルであり、都市施設にそうしたランドスケープ的なシンボル性を与えることはわかりやすい手法のひとつである。
フランスは伝統的にランドスケープ要素を取り入れた都市構築を行う。シャンゼリゼからラ・デファンスにつながるパリ都市軸を形成し、グランプロジェの一つであるグランダルシュを貫かせる。近郊の新都市セルジーポントワーズの「大都市軸」と関係づけられている。セルジーポントワーズは芸術家のダニ・カラヴァンがランドスケープアーキテクト、フランスではペイサジスト、としてランドスケープ構築を行った。

## ランドスケープデザイン

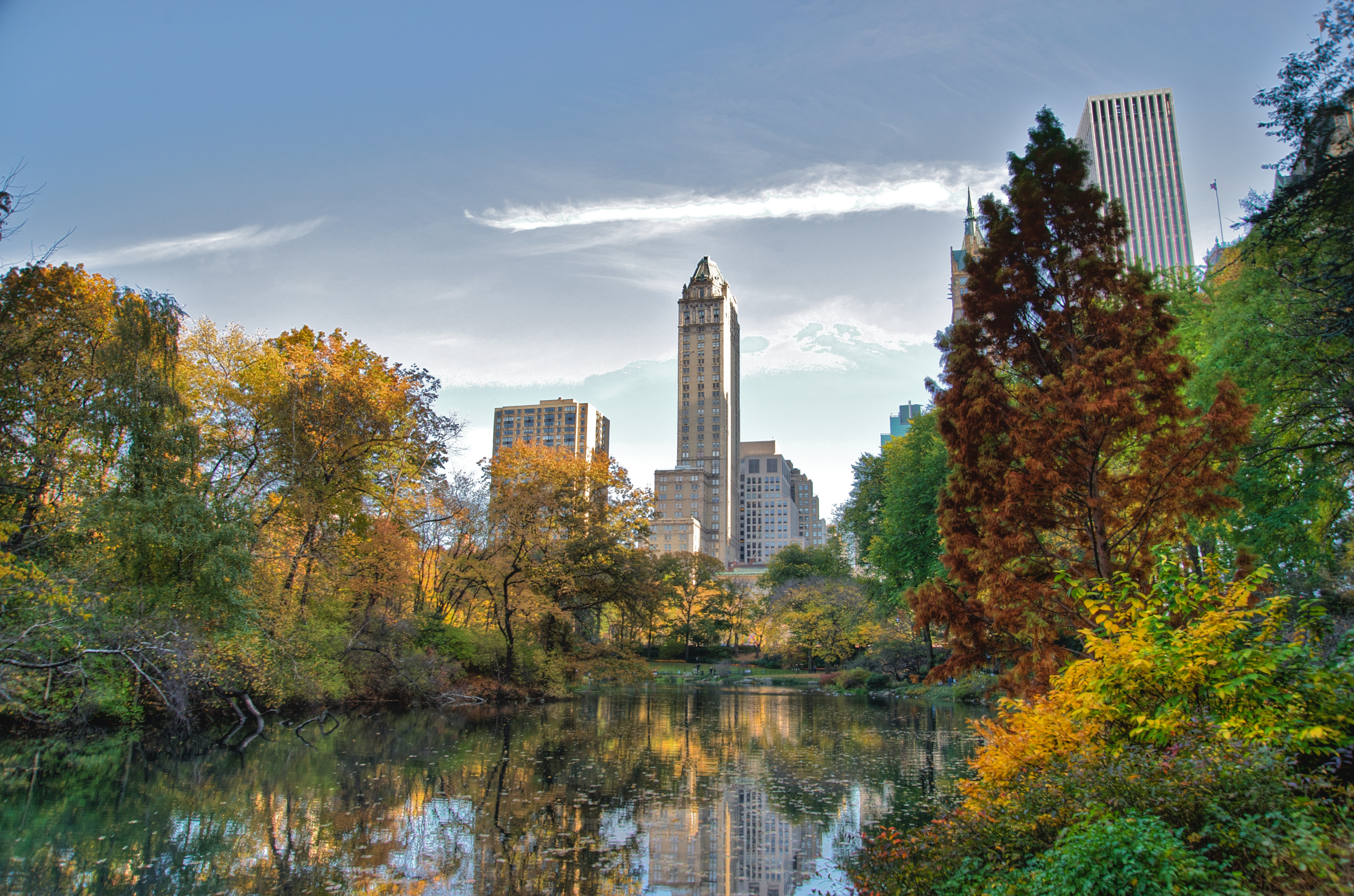
セントラルパーク。マンハッタン。米国で最初のランドスケープ都市公園

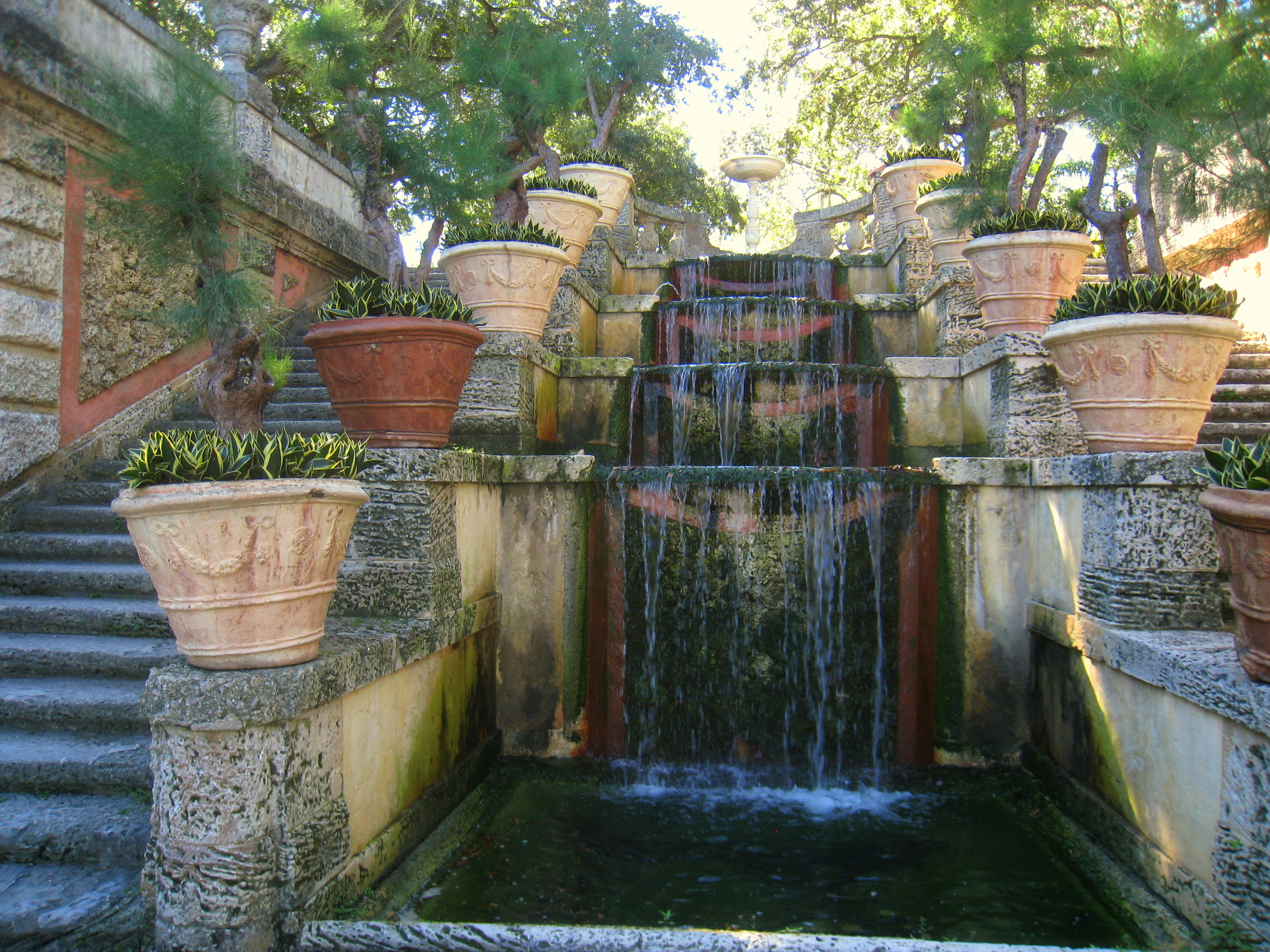
ヴィラ・ヴィスカヤの庭にある「水の階段」の噴水

ランドスケープデザインは独立した職業であり、自然と文化を組み合わせるべくランドスケープデザイナーによって実践されるデザインと芸術の伝統芸であり、こんにちにおいてはランドスケープデザインは、ランドスケープアーキテクチャとガーデンデザインの間の橋渡しをしているが、ランドスケープが生活空間の重要な要素となり、環境や地域との共生をはかる質を問う時代になった現代において、建物や緑地、インフラストラクチャなどを大きく俯瞰する視点と、ビオトープの視点で小さな水の流れや生物が息づくわずかな空間までをも考慮する等マクロとミクロの視点もつことがランドスケープデザインに求められている。
ランドスケープデザインの特徴や魅力は時間の経過とともにデザインにも経年変化が営まれることにある。ランドスケープは、建築が時間の経過とともに風景に馴染んでいくように空間がポジティブな方向へ変化する。それは植物の生長であり、多様な人との関わりであり、空間へのマネジメントが行われるということである。

### デザインの範囲

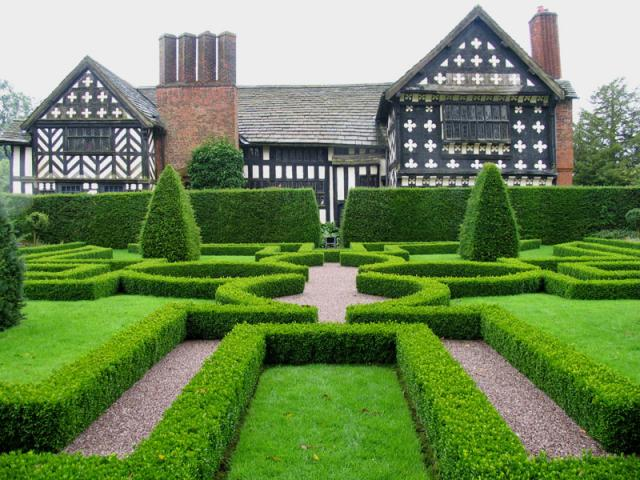
チェシャー・リトルモートンホールのノットガーデン

ランドスケープデザインは、特質統合ランドスケープ計画と、ランドスケープ要素とその中の植物が特定されたガーデンデザインの両方に重点を置いている。実用的で美的で園芸的で環境的にも持続可能なものはランドスケープデザインの要素となっているが多くの場合ランドスケープデザインはハードスケープデザインとソフトスケープデザインとに分類され、ランドスケープデザイナーは建築や地理、土壌や土木工学、測量、造園業、植物学、職人の専門分野など、関連する分野と頻繁に協働している。
デザインプロジェクトには、ランドスケープデザインとランドスケープアーキテクチャ。という2つの異なる専門的な役割が含まれている。
- ランドスケープデザインは、典型的には、芸術的な構成と職人技、園芸の精巧さと専門知識、概念的な段階から最終的な構築まで詳細なサイトの関与に重点を置いている。
- ランドスケープ・アーキテクチャーは、都市計画、都市と地域の公園、市民と企業の風景、大規模で学際的なプロジェクト、設計完了後の請負業者への委託に重点を置いている。

教育、ライセンス、および専門家の経験に応じて、2つの役割の間で才能とスキルが重複する可能性はある。ランドスケープデザイナーとランドスケープアーキテクトの両方がランドスケープデザインを実践している。
日本では古来からは日本庭園で距離を利用し、風景の変化を作り出す手法、近くから順にコケ、低木、高木を配し、塀で風景を切り取り、遠くの山、空を借景で演出するなど、また個々の造園計画により、都市全体に魅力を持たせる手法、都市内に作られる公園、川辺の親水空間、建築物周辺の植栽、街路樹などの計画、構築する手法は一般的なことで、近年ではランドスケープの広告化、マンション広告の際にマンション敷地内の外部空間をランドスケープとして宣伝するまでになった。
ランドスケープは自然と人間界との事などが入り混じっている現実のさまを意味するが、ランドスケープデザインはこの景の中の人間と自然や環境との関係を読み取り、それを形として空間に表現する分野である。そして芸術と科学という性格の異なった二つの領域で構成されている分野であり、豊かな生活環境の理想を実現し結うような空間を具体的につくる手段でもある。それらは建築や土木構造物以外の外部空間を対象とし、今日では庭から街路、河川、都市公園や広場、都市や商業モール、住環境。学校キャンパスやスポーツグラウンド、そして自然公園へと広範囲にひろがっている。これらのオープンスペースはわずか1世紀前までは都市の余白としてしかとらえられなかったが、都市の高密度化が進行するにつれ、それが都市環境を人間のもとに取り戻す重要な役割をもっている空間であることが判ってきたのである。
公共空間を対象としている場合、つまり公共事業であるとユーザーは年齢、職業、性別ともに特定されなく、判断基準が不明確になるためしばしば審美性よりも明確な機能とか管理しやすさのみから判断される場合が多かったが、80年代からは都市における公共空聞への意識の高まりとともにランドスケープ・デザインという領域が認識されるようになり、主にアメリカで教育を受けた多くのランドスケープ・アーキテクトがさまざまな分野で活躍を始めるようになる。それまでとかく外構として、都市の残余、敷地の残余を埋める以上の役割を担っていなかった空地は、こうした状況下において、デザインの対象であることが認識されるに至る。建築家とランドスケープ・アーキテクトが協働をすることが当たり前になったのも、この時期以降である。この動きは、ともするとフォルマリスティックで表層的なデザインに陥る危険性をはらんでいたが、それまでの、単に喧騒をやわらげるための抽象的な緑でしかなかった植物を、生さ生きとした能動的な自然に引きあげたり、あるいは癒しの手段でしかなかった水やみどりを、より大きな生態系のなかでの自然現象を映し出す存在として位置付けたり、というように、都市と自然、人間の営為と自然との関係を再定義することに大きな役割を果たすことになった。

### デザインされたランドスケープ
主に美的効果のために人々によって修景された場所。この用語は、庭園、公園、墓地、敷地など、さまざまな種類の場所を示すために歴史家によって使われ、そのような場所はしばしば歴史的または芸術的価値のために保護が及ぶが地形、水、建造物、樹木および植物を導入ことができ、これらは全て普通に存在してもよいし、導入を要してもかまわない。
多くのこうしたランドスケープは既存の地理的特徴を利用し、森林の植付や人工湖の創造を通じて強調している。たとえば、ランスロット・ブラウンなどのランドスケープガーデナーによって作成されたイギリス式庭園は、景観をデザインされている。
ただし、こうした場は土地の囲い込みと避難所ベルトのような機能的な森林の植え付けの結果として、かなり微妙な姿であるかもしれない。このような特徴のパターンは歴史家が土地の範囲を特定したり、農業改良の日付を記入するのに役立つかもしれない。

### ガーデニングとの関係
多くのランドスケープデザイナーは、個人的にも職業的にも、園芸に関心と関わりを持っている。庭園は、建設や植え付けが完了した後も動的であり静的ではないため、いくつかの点で「決して終わりがない」。ランドスケープも管理と進行中の庭園の方向、進化、およびケアの方向性への関与は専門家および顧客のニーズおよび傾向に依存するため、他の相互関係があるランドスケープの分野と同様、ランドスケープデザイナーや庭師の称号の下では提供されるサービスの重複がありうる

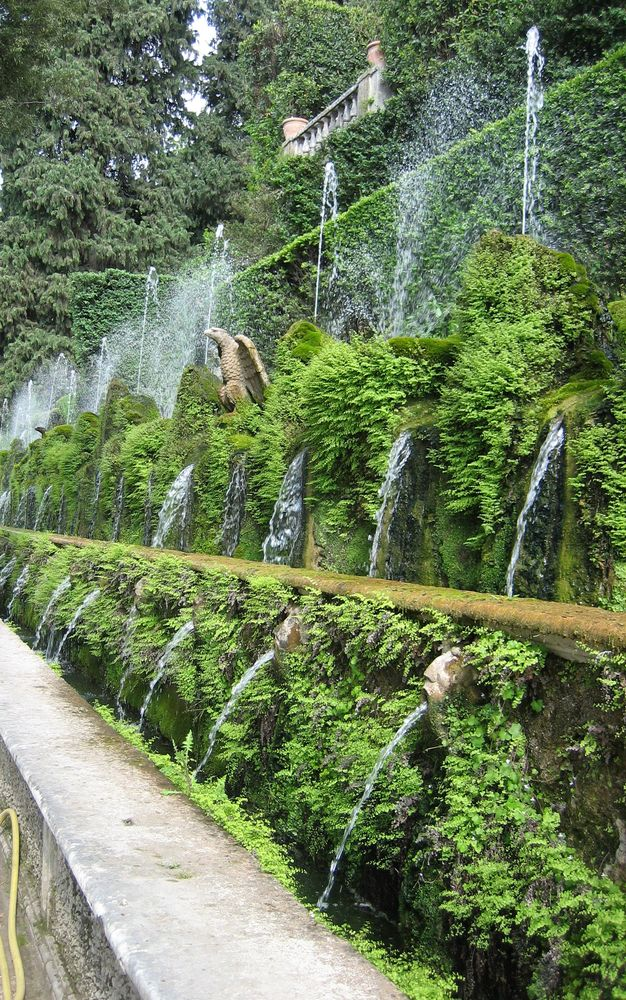
ヴィラデステの噴水

ランドスケープ・アーキテクチャーの歴史についての議論は、その歴史の大部分をランドスケープ・ガーデニングの歴史や建築史と共有しており、人間の存在全体に及ぶので、複雑な試みを成す。しかし、「 ランドスケープアーキテクチャー 」または「 ランドスケープアーキテクト 」という用語が一般的に使用されるようになったのは比較的最近ではない。
1800年代以前は、ランドスケープ・アーキテクチャー、正式にはランドスケープ・ガーデニングの歴史は、大部分が邸宅、宮殿、王宮、修道院および官公庁地のためのマスタープランニングやガーデンデザインの歴史である。その一例は、ルイ14世王 のヴェルサイユ宮殿 ヴォー＝ル＝ヴィコント城 などアンドレ・ル・ノートルによる大規模な作品である。
風景を作ることを書いた最初の人は、1712年に「想像力の快楽について」と題された一連のエッセイの中で、作者はジョゼフ・アディソンであった。
「ランドスケープ・アーキテクチャー」は、著書 『 イタリアの大画家のランドスケープ・アーキテクチャー』（ロンドン、1828年）というかたちで、ギルバート・メーソンによって最初に使用された。メーソンはスコットランドで生まれ、イタリアを訪問する機会はなかったが彼はすばらしい景色の絵画で建築と景色の関係を賞賛し、造られた形態と自然な形態間の原則、そして関係を見つけるためウィトルウィウスが著した建築についての10冊の本を引用。 その後、この用語はジョン・ラウドンによって取り上げられ、設計されたランドスケープを修めるのに適した特定タイプのアーキテクチャを表すために使用されていった。 ラウドンはアメリカのデザイナーで理論家のアンドリュー・ジャクソン・ダウニングに賞賛され、「ランドスケープ・アーキテクチャー」はダウニングの著書『ランドスケープ・ガーデニングの理論と実践に関する論文』で北アメリカに適応した章の主題となる。

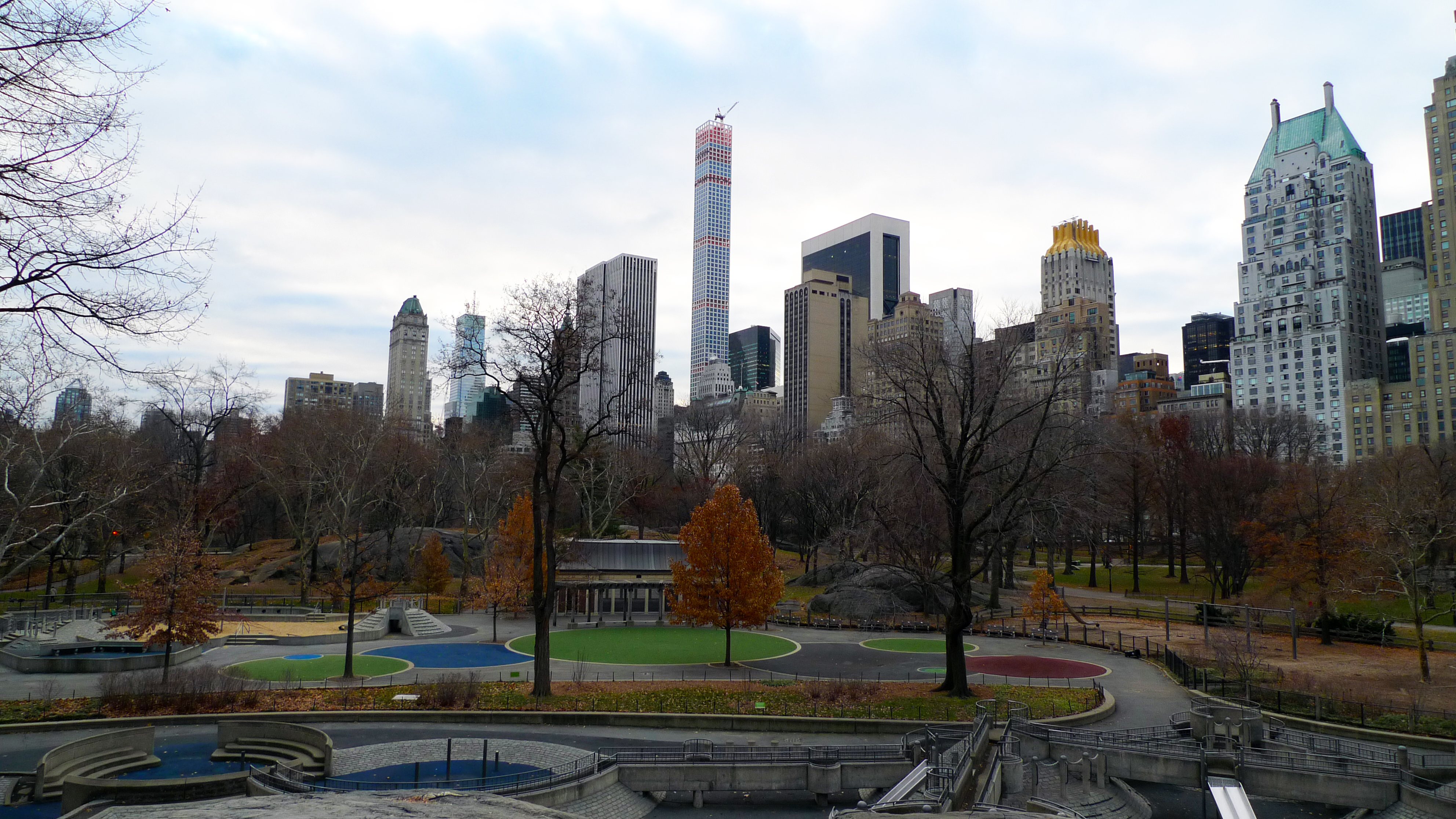
Olmstedは、セントラル・パークを設計するときに初めてその単語を使用して、植栽、地形、水、舗装および他の構造物の構成を設計するという専門的な課題全体を表す「ランドスケープアーキテクチャ」という用語を使用した

これは、フレデリック・ロー・オルムステッドとカルバート・ヴォーによる採用につながった。フレデリックとジョージ・オスカー（George Oskar）という男は、植栽、地形、水、舗装などの建造物の構成を設計するという作業全体を専門的に行う者を表す用語に「ランドスケープアーキテクチャー」の意味をもたせ、建築家などとは異なるような名称を表した。彼らがこの言葉を最初に使用したのは、ニューヨークのセントラル・パークのデザイン競技の受賞時であり、その後1863年にオルムステッドとヴォーは「ランドスケープアーキテクト」を職能の称号として採用し、その称号で都市公園システム計画のため、自らの職を説明した。 ボストンのエメラルドネックレスなどオルムステッドのプロジェクトは広く賞賛され、ヨーロッパでは職業を表すタイトルとして広く「ランドスケープアーキテクチャー」の使用につながっていく。当初はパトリック・ゲデスとトーマス・モーソン、オルムステッドおよびベアトリクス・ファーランド他8人の主要な実務家用の肩書であった。
以来、ランドスケープアーキテクチャーは世界的な専門家と化し、国際ランドスケープアーキテクト連盟が国際労働機関 による承認を受け、代表的な職へと変貌した。
ガレット・エクボとダン・カイリーは、20世紀半ば著名なモダニストのランドスケープアーキテクトで、彼らの作品はロマン主義的自然主義の影響を受けた初期のランドスケープアーキテクトの「ワイルドガーデン」の審美的なものとは別で、より贅沢に直線的なものが審美的なものへと移行したことによって表されていた。両者ともハーバード大学でオルムステッドのもとで学んでいたウォーレン・マニングのもとで学んだ。
1980年代と1990年代に実績のあるランドスケープアーキテクト幾人かはハイモダニズムにあるそのルーツを超えてある規律を動かす。その面々には、マーサ・シュワルツ、ピーター・ウォーカー、マイケル・ヴァン・ヴァルケンバーグなどがいる。1990年代半ばから、ランドスケープ・アーバニズムと呼ばれるものに向かって新たな学問分野の転換が起こった。これは都市デザイン、インフラストラクチャ・デザイン、およびランドスケープを融合しようとする用語である。

### 出版物
1970年代には、ランドスケープアーキテクチャーの職業に関する3つの注目すべき歴史が発表された。
様々なランドスケープについて最初の包括的な歴史はガーデニングの歴史を書いたノーマン・ニュートンの、題が「ランドスケープ・アーキテクチャの開発：土地のデザイン」（ベルナップ/ハーバード、1971）で、この本は章が42あり、最初の3つの章は古代時代、中世、そしてイスラム世界についてである。最後の3つの章は、都市オープンスペースシステム、職業実習のバリエーション、および天然資源の保全に関するものである。これは古代世界における私有庭園への焦点から現代世界における公共広場の計画と設計への焦点へのランドスケープの発展を反映している。王は公共財 （灌漑、街路、町の壁、公園および他の環境財 ）の供給に対し責任があったので、公のものと私的なものとの間の区別は現代の世界のそれと全く同じではなかった。
1973年にGeorge B Tobeyによって「ランドスケープアーキテクチャーの歴史」と題されて、ランドスケープアーキテクチャーの第2の総合的な歴史についての書が出版された。それは紀元前5000年から、農業や町の開発、庭園、公園、庭園都市のデザインまで、広がりをもち、これはニュートンよりも広いランドスケープアーキテクチャーの概観を表しており、ニュートンの書のタイトル「土地のデザイン」に非常に適していた。
ジェフリーとスーザン・ジェリコーがランドスケープアーキテクチャの第三包括的な歴史について1975年に出版。タイトルは「人の風景 - 環境を形作ったもの先史時代から本日まで」（テムズとハドソン、1975）。本は27章から成り立っていて、地理的にも芸術的にも哲学的にも、以前のどの出版物より包括的で バニッシャー・フレッチャー（Bannister Fletcher）の「History of Architecture」と同様に、この本には紹介セクション（環境、社会史、哲学、表現、建築、風景など）があり、その後計画と写真を含む一連の事例が載せてある。例の多くは公園や庭園であるが、この本には寺院、町、森林などの「環境の形成」に関連するプロジェクトのレイアウトも含まれている。

### 関連する美術と表現
芸術とランドスケープアーキテクチャーは専門家が優れた方法を駆使して織り込まれている。自然景観を含むランドスケープ建築の歴史、デザインされたランドスケープ、公共および私有地の庭園など、常に視覚化とコミュニケーションを担当してきた芸術的および技術的表現の極めて重要な専門的要素であるが - 創造的概念、アイデア、デザイン、オプションランドスケープアーキテクトとクライアント、ビルダー、そして利害関係者間で いくつかの方法論もメディアも変わらず、ほとんどは何世紀にもわたって新しい芸術的方法とグラフィックの供給を反映するように進化してきた。木炭画、油絵の具、水彩画、ペンとインクで描くこと、彫刻とエッチングの芸術メディアはほとんど時代を超越して、活用される：印刷物：プリント、スライド、映画のフィルム写真によるモデル作成、およびその他のテクニックを駆使し階層化された画像をコラージュして作り上げている。20世紀後半以降はコンピュータの導入、デジタル取り込みと印刷用に数多くのフォーマットの用途、描画、画像およびサイト、ビデオなどデジタル技術を備えたものまで幅広い選択肢がある。そして、インターネットにおけるほぼ無限の到達範囲は、創造的な意図を共有するための探索方法および対処方法に革命をもたらした。そしてまた、プロジェクトチーム、クライアント、そして世界中の関係者間で効果的な共同コミュニケーションを促進した。

#### 関連美術
| - 印刷画, フレスコ画 - 油絵, 水彩画 - ドローイング, スケッチ - 白黒 と カラー (プリント, スライド) - Full spectrum, Ultraviolet, と Infrared (art & site analysis) - コンピューターアート, マルチメディア, ニューメディア - デジタルアート, デジタル写真 (画像, 映像) | 三次元芸術 彫刻 環境造形物 彫刻 彫刻美術館 社会的造形 パブリックアート 土地または大地の芸術 環境芸術 ランド・アート アースワーク アメリカ西海岸のランドアート 持続可能な芸術 |

### トレーニング
歴史的には、父親に弟子としてついており、ヴェルサイユ宮殿を設計するにまでなった「ガーデナー」のアンドレ・ル・ノートルのように、師弟訓練を受けランドスケープ・デザイナーとしてその分野に熟達していく。以来ヨーロッパとアメリカのガーデンデザイナーのプロフェッショナルは、「Landscape Gardener」という名前で呼ばれていった。
1890年代にはランドスケープ・アーキテクトの明確な分類、法的に肩書を使用するための教育とライセンス供与のテスト要件が作成されたが、制度創設グループの唯一の女性ベアトリクス・ファーランドは、ランドスケープ・ガーデナーの肩書きを好みをこれを使用した。才能、法的資格、経験豊富なスキルを持つ適切な開業医が、プロジェクトのクライアントと技術的ニーズを合わせることで、タイトルの命名法を凌駕する例である。
ランドスケープ・デザインにおける制度教育は、20世紀初頭に現れた。しばらくするとさまざまなレベルで利用されるようになる。農業や園芸学校内のコミュニティカレッジや大学では、庭園やランドスケープデザインの証明書や学位を提供するため設計要素を備えた装飾園芸プログラムが提供されている。ランドスケープ・アーキテクチュアの学科は、大学院の建築や環境デザインの学部内にあり、学部と大学院の学位がある。
おもな科目は、園芸植物学、園芸、天然資源、景観工学、建設管理、応用芸術、景観デザインの歴史、などである。伝統的に図面は手描き作成であったが、建築用の設計機能をテクスト化することで現在はランドスケープデザインでも図面作製用のアプリソフトウェアが頻繁に使用されている。
その他の訓練は、ランドスケープデザイナー、ランドスケープアーキテクト、造園業者、園芸家の下やナーサリー、ガーデンセンター、植物園や公的庭園での実践プログラムで訓練するといった非公式の見習い制度を通じて行われている。ランドスケープデザイナーを名乗るには、大学の学位やライセンス要件はないので、特定のクライアントやプロジェクトの要件に応じて実務で洗練し審美的な才能と技術的な専門知識といった専門的な強みを示すことで名乗る。

## ランドスケープアーキテクト
ランドスケープアーキテクトは、ランドスケープ・アーキテクチュアに関する計画、設計で、風景、庭園または空間を構築する者である。この方面の専門実践者として知られている。
類似の用語「ランドスケープデザイナー」は、正式にランドスケープアーキテクトとしてのライセンスを取得していない人たちを指すために用いられる（アメリカ合衆国で特定の州または管轄の下で利用される場合）。未修得者も資格を得るためにランドスケープデザインの実務を実践しているが、その他の者は、庭職人、植栽デザイナー、環境デザイナー、または対象地プランナーとしての道を選択。ランドスケープ・アーキテクチュアは、一般的に20世紀初頭までは個別の専門職が行うこととしては、先進国では認識されていなかった。造園家さえも長らく、国・地域に応じ立場が異なってきた。しかし、一般的にはこの職名（建築家やエンジニアのような）は普通に使用されており、ライセンス登録が必要となっている。ライセンスは、例えば米国の場合では各州で「業務規定」から「名称使用規定」に関してまで地域によって異なるが、それぞれ独自に対応し、ライセンスされていない人物には制限事項を設けている。
オーストラリアではランドスケープアーキテクト協会があり、ランドスケープアーキテクトを「研究、計画、設計、構築された環境に際し内外枠を越えて、両方、環境や空間の開発の管理、保全と持続可能性について助言 」と述べている。専門職としてのこの定義はジュネーブの国際労働機構によるランドスケープアーキテクトという職業の国際標準分類に基づいている。
オーストラリアで認可されるランドスケープアーキテクトになるため最初の要件は、ランドスケープアーキテクトのオーストラリア協会（AILA）の認定を受けたランドスケープアーキテクチュアの学士号を得ることである。認定には専門的な実務を少なくとも2年必要とし、学士卒業生はAILAによって正規の専門者だと認定されるために、さらなる評価を受ける。
英国でも、ランドスケープ協会が、英国全土ランドスケープアーキテクチュアの分野に関連した団体として存在する。英国の認定ランドスケープアーキテクトになるためには、約7年を必要とする。取得するために最初は、ランドスケープまたは類似の分野での学士号を取得するため、協会の認定を受けた学士コースで勉強しなければならない。続いて、計量都市計画、建設、植栽に限定した学際を詳細に網羅するランドスケープ分野の大学院に進む必要がある。このように認定された段階課程を修了する必要がある。協会の規定は厳格だが、非常にやりがいのあるプログラムである。こうして正式なランドスケープアーキテクトの称号を授与され、協会の検定会員になる（CMLI）。
米国は、ランドスケープ・アーキテクチュアという正式な専門職の創設国である。これをフィールドとする者は、美的な喜びを生み出すために、また地域に環境を保護し維持するためという両方の使命をもち、千年来世界中、人類の文化に共通している。米国での実践において職名を正式にする必要性から、1899年に上述のランドスケープアメリカ協会により提示される。米国から生み出された多くの才能と影響力のあるランドスケープアーキテクトは以下の通りで、フレデリック・ロー・オルムステッドの他はベアトリクス・ファーランド、イェンス・イェンセン、イアン・マクハーグ、トーマス・チャーチ、およびローレンス・ハルプリンといった面々らが存在する。ロバート・ロイストンは 同国のこうしたテーマを次のようにまとめている。:「ランドスケープ・アーキテクチュアは、人々が、それを活用することを楽しみ、そしてそれを永続することができるように、結果としては風景の本質と文化の構造に関連するアートを実践している」
米国では造園家の厳粛な職業として、実務範囲と職業の名称を決定する必要性から、ランドスケープアメリカ協会（ASLA）を設立したが、創業時11人のメンバーから、ASLAは以来進化しており、現在代表、18000のメンバーと48の支部より、アメリカ全土50の州はもとより世界42カ国、68もの学校の学生から枝別し、メンバーは教育、企画や経営に参加し、文化や自然環境の芸術的なデザインをリードする。
カナダでは、連邦レベルで活動している、ランドスケープアーキテクト協会（ランドスケープアーキテクトのカナダ学会、CSLA）がランドスケープアーキテクトの主な任務を、「開発・提供、関連するプログラムやサービスと高品質に責任をもって」提供するとしており、そのために全国で職名を表示する必要があるとしている。
専門職はNOCコード2152-Aの下で認識され、ブリティッシュ・コロンビア州、マニトバ州、ヌナブト準州とオンタリオ州で規制されている。ライセンスを保持している場合、のこりの州では6つの州でランドスケープアーキテクトとして機能することができるが、先の4つの州では各州ごとでの認定なしには、職を遂行することはできない。
ケベック州では、造園等の専門職ではなく、規制や保護はなされていない職名である。しかし、ケベック州ランドスケープアーキテクト協会（AAPQ）が存在する。
ケベック州建築家協会で職名「architectes」（カナダ）が1974年2月1日に定められている。それ以降に学士を得て巣立つ造園の徒は、従って「architects paysagiste」という職名を使用することはできなくなっている。提案された代替案は、「architecture du paysageのカウンセラー」である。
ヨーロッパでは、ランドスケープに関する専門職、担い手を国際的な職業へとするために、造園のための欧州連合（EFLA、造園の専門職が支援を通して、景観を促進する役割担う：ランドスケープアーキテクチュアのためのヨーロッパ内の協会）がある。2000年2月にフィレンツェ（イタリア）で発効した条項を、2004年1月に署名のために会合が開かれ、条約加盟国との欧州共同体（2009にEU）加盟の条約非加盟国らによってヨーロッパのランドスケープ条約が採択された。この条約は、欧州評議会での自然遺産や文化、土地と環境に関する事項の一部である。EFLAの定義によれば、ランドスケープアーキテクトとは、その地域の自然的特徴や歴史的・文化的価値に基づいて、都市や農村の景観を空間的・時間的に計画・設計する人である。この目的のために、彼は美的、機能的、科学的、管理的な方法と原則に言及し、自然と人工の両方の技術と材料を適切に使用する。
また、ランドスケープ学校の欧州理事会（ECLAS）は助成を通じ、ランドスケープアーキテクチュアがヨーロッパ各国家間の接点を強化し、欧州でのランドスケープの学術コミュニティのメンバー間の対話を強固にし、欧州の社会的・制度的文脈の中で共同体の利益を享受することを担う。ECLASは（ヨーロッパでは135）世界183になる大学と提携する40の大学がある。
フランスにおいては「ペイザジスト」の名称使用が開放されている。ランドスケープ「デザイナー」（フレーズは「造園家」よりは正規である）とフィールドワークのディレクター（この場合「風景の請負業者」の意味）で区分を必要としている。
ランドスケープアーキテクトとなるには、指定されたランドスケープに関する国営の学校（ランドスケープDE（インストラクター）や風景エンジニア）を卒業またはランドスケープフランス連盟による名称使用認可いずれかを取得している必要がある。エコール・デ・ペイサージュを参照。
イタリアでは「Paesaggista」という語が充てられる。Paesaggistaのことは、時代とともに異なる意味を持つ専門職とされ、芸術や建築における「景観」の主題に関連しているが、イタリアでこの分野で働く専門家は建築分野として分類されるPaesaggistaのほかに、造園分野のAgronomo_paesaggistaがいる。
またPaesaggistaは絵画の世界、18世紀以来、風景画を好んで題材とする風景画家の意味としても使用される。絵画は自然風景であったり、都市風景であったりする（例えばカナレットの眺望）。また写真の世界で、風景写真（Fotografia_paesaggistica）のことで、ジャンルの一つを表す語でPaesaggistaが使われる。自然または都市の風景を写するフォトグラフィーはおそらく、アマチュアとプロの両方の写真家に最も人気のあるジャンルである。さらに文学では、風景を好んで題材にする作家を「paesaggista」と表現することがある。風景や環境の描写であることもあれば、人間の不安定さを詩的に描写することもある。例えば、ウンガレッティの詩やペトラルカの詩的描写は、ピサからアヴィニョンまで、ヴァルキウサからモンテペリエまで、パルマからアルカまで、詩人が生活しインスピレーションを得た実際の風景と、詩的想像力によって創作された場所とを組み合わせている。
イタリアの建築分野においてPaesaggista/パイザジスタ＝ランドスケープ・アーキテクトは、公園、庭園、緑地などのオープンスペースを設計する者で、ランドスケープ・アーキテクトの国家試験に合格した後に取得できる資格であり、いくつかの学位クラス、まず第一にLM3ランドスケープ・アーキテクトで確認することができる。
一方でL’ agronomo paesaggista アグロノモ・パイザジスタとは、専門の学校に通い卒業して専門職として登録された農学や林学の専門資格者である。農学、林学・森林科学、環境科学、造園学、自然保護工学、土地利用計画の分野で技術力を有する専門家で、専門資格は、労働省の職業コード体系にコード：322101 Landscape agronomistとして登録されている。
イタリアで農学部におけるランドスケープ科目の教育は、ボローニャでアレッサンドロ・キウゾリ教授によって花卉の栽培と園芸の科目が開始された1968年まで遡る。その後、1980年代にはボローニャ、アンコーナ、バーリの大学で「造園、公園、庭園」という科目が開始された。1990年代には、ミラノ大学の農学部が「都市空間における緑のデザイン」の大学院コースを開始。トリノ大学農学部では、AIAPP（イタリアagronomo paesaggista協会）とIFLAにより認定された「公園と庭園」専門学部が設立された。公園・庭園専門コースの修了時には、農学系のAgronomo Paesaggista か 森林科学系のForestale Paesaggistaの資格が授与される。
その後、1999年11月3日の省令第509号から始まった大学改革により、次の大学農学部に景観学に特化した3年制の学位コースが設置された。
- 植物生産と保護「グリーン・システム」カリキュラムの学位コース。ミラノ大学。
- 植物生産の学位コース「グリーン・プランツ」カリキュラム。フェデリコ2世ナポリ大学。
- 植物生産学「緑地の建設と管理」カリキュラム。トリノ大学。
- 都市緑地・景観管理学士。ピサ大学。
- ランドスケープ・公園・庭園の学位コース。パドヴァ大学。
- 観賞緑地と景観保全の学位コース。ボローニャ大学。
- 景観管理技術学位取得コース。ペルージャ大学。
- 緑地・公園・庭園の設計管理に関する学位取得コース。カターニア大学。

さらにピサ大学農学部（緑地と景観のデザインと計画）、ボローニャ大学農学部（農地、森林、景観生態系のデザインと管理）、トリノ大学農学部（庭園、公園、景観のデザイン）には専門的な学位コースが設置された。
1992年2月10日の法律第152号によると、その専門能力は以下の通りとしている。
- 土地利用調査、ゾーニング、都市計画、景観計画、農林業要素および都市と農村の関係に関する計画、セクター開発計画、規制計画における農村、農地、林地の分類のための具体的な調査の立案。
- 土地計画および環境保護のための生態学的計画に関する調査、設計、管理、監督、測定、見積もり、会計および試験、動植物への影響に関する環境影響評価およびその後のモニタリング、自然、都市および郊外の開発に関する景観および環境計画、農林遺産の生態学的計画および調査
- 公共緑地（スポーツを含む）、民間緑地、都市・郊外の自然公園、庭園、緑地全般に関する工事の設計、指導、監督、清算、測定、会計、試験
- 景観と自然の回復、農村、農業、森林の保護、採石場、ゴミ捨て場、自然環境の回復。

Agronomo Paesaggistaとして国際的に著名な人物には、ジル・クレマンや2013年IFLAサー・ジェフリー・ジェリコー賞受賞者のゴンサロ・リベイロ・テレス（it:Gonçalo Ribeiro Telles）がいる。

### 活動の分野

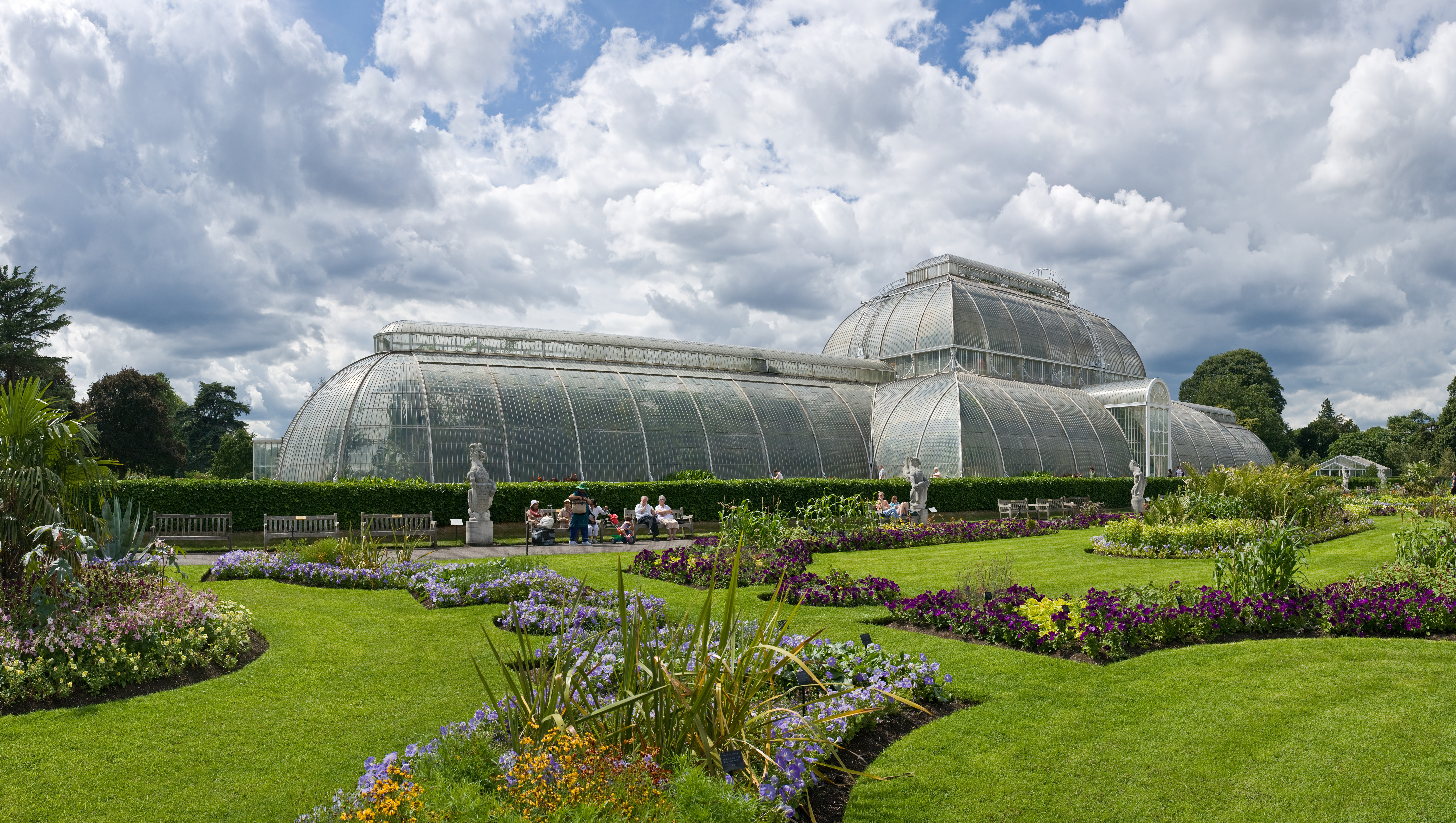
王立植物園（キュー・ロンドン、1759年設立）
パームハウスはリチャード・ターナーによってデシムス・バートンの依頼で1844年から1848年に建設

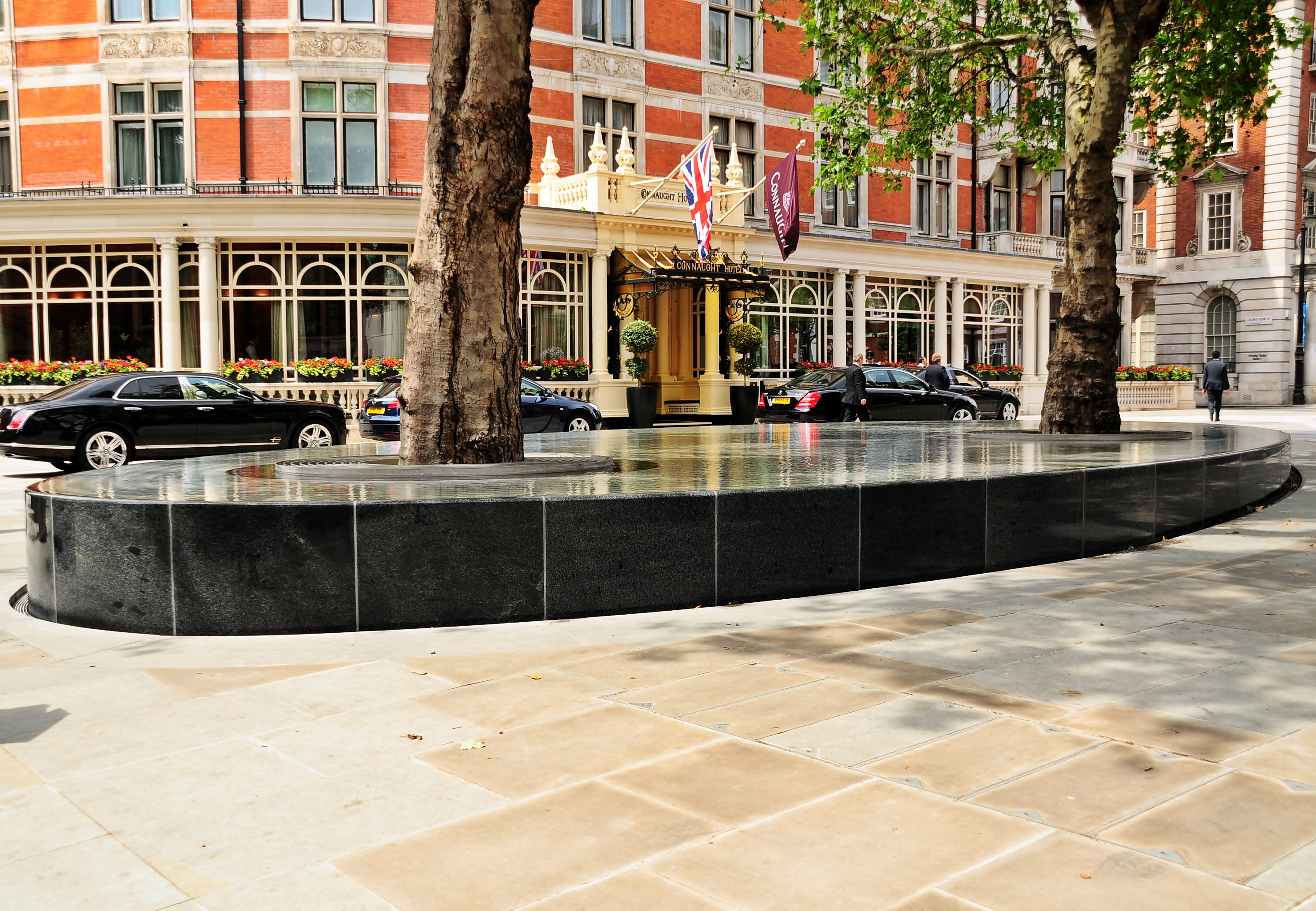
都市広場における水の特徴的都市デザイン ランドスケープや庭園にも取り組んでいる安藤忠雄による。ロンドン

ランドスケープアーキテクトが共同作業する専門の仕事の種類は非常に広範囲であり、プロジェクトの種類でいくつか例があるが、次のとおりである。
- 総合デザイン。公園と公共インフラ
- 持続可能な開発
- レインガーデン、グリーンルーフ、地下水涵養、グリーンインフラストラクチャー、人工湿地などの雨水管理
- 公的機関や政府施設の教育機能のためのランドスケープデザインやサイトデザイン
- 公園、植物園、樹木園、グリーンウェイ、そして自然保護区
- レクリエーション施設;例：遊び場、ゴルフコース、テーマパーク、スポーツ施設
- 住宅地、工業団地および商業開発
- 不動産および住宅景観計画および設計
- 高速道路、交通機関の施設である橋および運輸路などの景観およびアクセント設計
- アーバンデザイン、町と都市の広場、ウォーターフロント、歩行者施設への貢献
- 自然公園、観光地、歴史的景観の再現、および歴史的庭園の評価と保全に関する研究
- 貯水池、ダム、発電所、採掘産業用途の再生といった主要産業プロジェクト施設緩和策
- 環境アセスメントとランドスケープアセスメント、計画助言および土地管理提案
- 沿岸および沖合の開発と緩和
- エコロジカルデザイン自然のプロセスと持続可能性との融合により、環境破壊的な影響を最小限に抑えるエコロジカルデザインにてあらゆる側面
- 中心商業地区の都市再生
- パブリックスペースの再生

ランドスケープコンサルタントはランドスケープの長期的なケアと開発について助言するためにランドスケーププロセス等の知識を扱う。自らはしばしば林業、自然保護、農業等に従事している。
ランドスケープを専門とする学者は、ランドスケープ作業の実際的な問題に関連する土壌学、水文学、地形学または植物学方面の専門的技能を備えている。プロジェクト関与は計画や管理を目的とした敷地調査から広い範囲の生態学的評価まで多岐にわたる。また、開発の影響や特定の分野における特定の種の重要性についても指摘報告していく。
ランドスケープ・プランナーは、都市、農村および沿岸の土地利用の場所、景観、生態学的およびレクリエーションの側面についてのランドスケープ・プランニングに意識があり、仕事では景観計画のプロセスには考古学や法律などの追加の専門性を適用する者もいるが、方針と戦略の書面による声明で具体化され、任務は新しい開発のためのマスタープランニング、景観評価と評価、そして地域計画管理や政策計画の準備を含む。
グリーンルーフ （またはより具体的には、植物性ルーフ）の設計者は雨水管理、蒸発散冷却、持続可能な建築、美学、および生息地の創造のために広範で集中的なルーフガーデンを設計する。

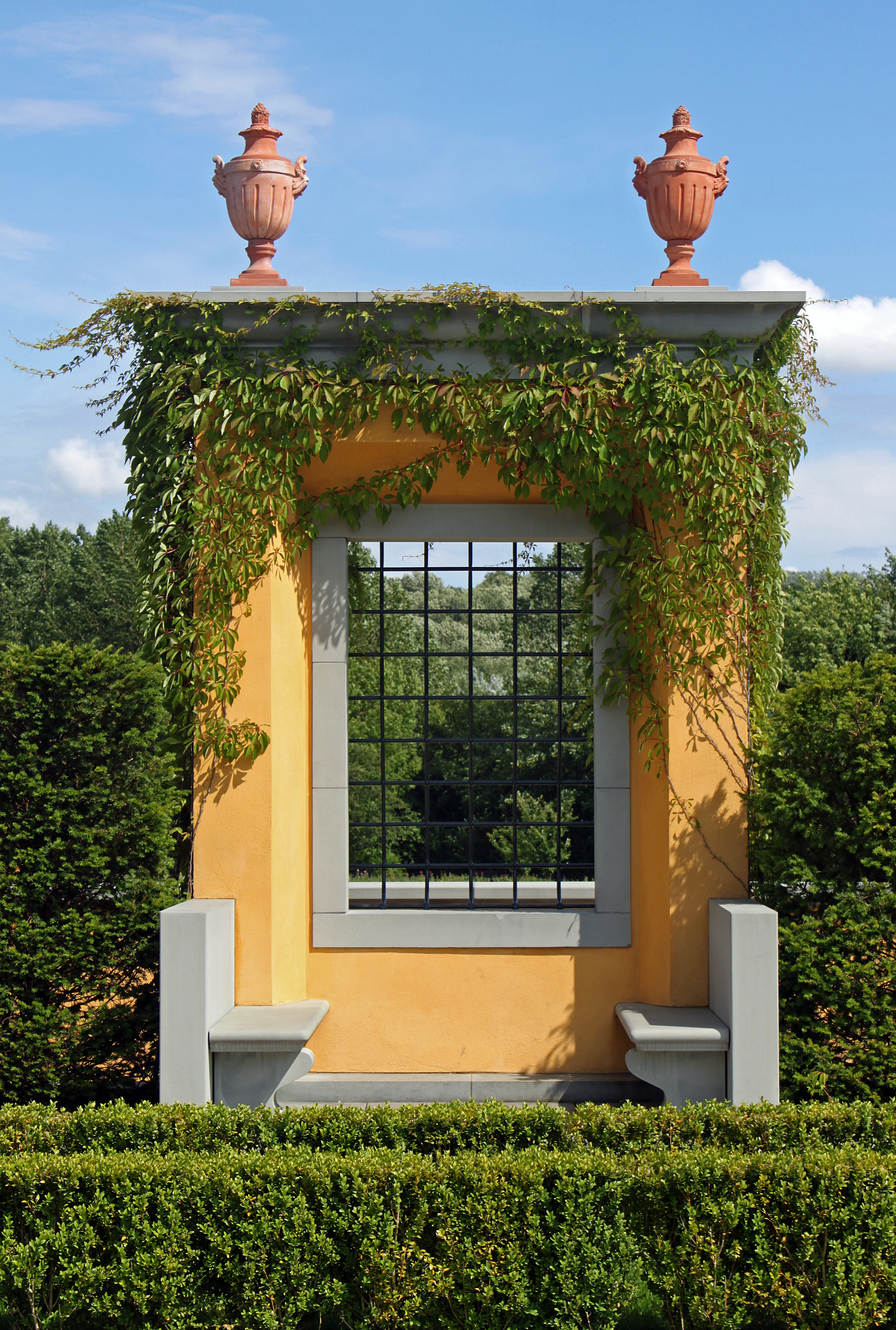
ランドスケープアーキテクチュアの例（世界的イタリア式庭園、ベルリン・マルツァーン、ドイツ）

作業範囲

以下は、ランドスケープアーキテクトの典型的な適用範囲の概要である
1. 新規または改良された理論、政策、景観計画、地方や地域・国家や多国籍レベルでの設計と管理手法開発
2. 自然公園等の保全やレクリエーション地域のための方針・計画を開発・実施し、提案を策定する
3. 環境意識を促進するために、新規または改良された理論と方法の開発、企画、設計、修復、管理、および文化的景観もしくは歴史的景観、公園、土地や庭園の維持管理
4. 計画、設計、管理、保守、プライベートとパブリックオープンスペース、公園、庭園、街並み、広場、住宅地開発、墓地、記念碑など、都市部、郊外、および農村部から 観光、商業、工業、教育関連媒体；運動場、動物園、植物園、レクリエーションエリアや農場 などの建築環境の機能と審美的なレイアウトを策定する
5. 道路、ダム、風力発電所などのエネルギー施設や主要開発プロジェクトなどの計画、審美的および機能的なデザイン、場所、管理、および社会基盤の整備に貢献
6. ポリシー策定や新たな展開を知らせるために、環境と視覚影響評価を含む景観アセスメント着手
7. 気候、土壌、動植物、地表および地下水や排水等要因分析、対象地の検査;クライアントと相談し、景観や建築環境に関連するプロジェクトのための仕事の方法や作業の配列に関する提言を行う
8. 特定地区と、都市部、郊外や農村部で構築された環境の質や使用に関する適切なソリューションの開発や設計、計画、施工図、作品の仕様、コスト見積もりとタイムスケジュールを作る
9. 実現の確認行為、計画、仕事の仕様、コスト見積もりとタイムスケジュールの遵守を確実にするための提案と建設監理
10. 科学論文や技術レポート、開発政策、教育、および関連した地理情報システム、リモートセンシング、法律、ランドスケープの通信、解釈と景観生態学のアプリケーションに関し造園に関する側面について助言し、研究を行う
11. 関連するエンジニア、建築家やプランナーなど、他のコンサルテーションの管理を含む、大規模な景観計画とデザインプロジェクトのプロジェクトマネジメント
12. 開発と環境問題に関する裁判での専門家証人として行動する

近代の公園はロイヤル・パークと言われるものから王室が市民に土地を開放するという考え方で生み出された。このため従来の、一個人の好みに合わせた庭では公園のようなパブリックな空間は成り立たない。税金などが導入される、税金を使うということは説明、根拠が必要になるが、そのバックボーンには科学的・客観性のある公的な説明も欠かせず、これらの諸問題をプロフェッションとして解決し実行していく人材が、19世紀後半以降必要と化した。
ランドスケープ・アーキテクトは、単に景観をデザインするだけではなくて、ランドスケープコンサルタントとして、開発地の付近住民との公聴会なども仕切る、リア・マネジメントという、特定の場所やプロダクツだけではなく、地域全体の価値を上げようという考え方が主流になっている。
日本の資産としての土地の評価の仕方は、更地で自由に建物が建てられて利便性が良いという土地こそが資産価値が高いとされており、また日本で定められている建築基準法から察すると、敷地があるとするとその中央にひとつ建物があるという観念がベースとなっており、隣接する敷地とは隙間を設ける敷地主義という考え方が強い。諸外国の場合はこうした要素も大事ではあるが、どのような場所にその土地があるのか、ということが重要 で、不動産の評価の仕方の面で、大きく影響していたのである。デザイン事務所・デザイナーでは民間も含めた庭園設計などから現在でも公共事業として街路や緑道、公園を別にして、総じて言えるのは建築という開発行為がないと、まちづくり仕事へ参入ができない状態である。
人と自然が織りなす物語の土台をつくることは可能でも、その上に出来上がるものを、逐一100%デザイナーの思い通りにはできない。
宮城俊作『ランドスケープデザインの視座』（学芸出版社、2001）では、日本の近代の造園業はその黎明期においてはランドスケープアーキテクチュアへの発展の予感を内包していたとしているが、アメリカのランドスケープアーキテクチュアと比べると、日本の造園分野はいわばランドスケープになりきれなかった分野とみている。

### 登録ランドスケープアーキテクト(RLA)
日本においては、一般社団法人ランドスケープコンサルタンツ協会(CLA)が日本におけるランドスケープアーキテクトの育成と専門家としての職能確立、諸外国のランドスケープアーキテクトとの国際的連携をめざし、日本で初めてランドスケープアーキテクトの資格制度を発足させた。協会長が委嘱した「登録ランドスケープアーキテクト(RLA)資格制度総合管理委員会」によって毎年認定試験が行われる。また資格取得者らによってランドスケープアーキテクト連盟（JLAU）が組織されている。
なお、アメリカASLAのランドスケープアーキテクト資格についても、登録＝レジスター制 (Register) である。造園#アメリカ参照。